# Diggiloo (Show)

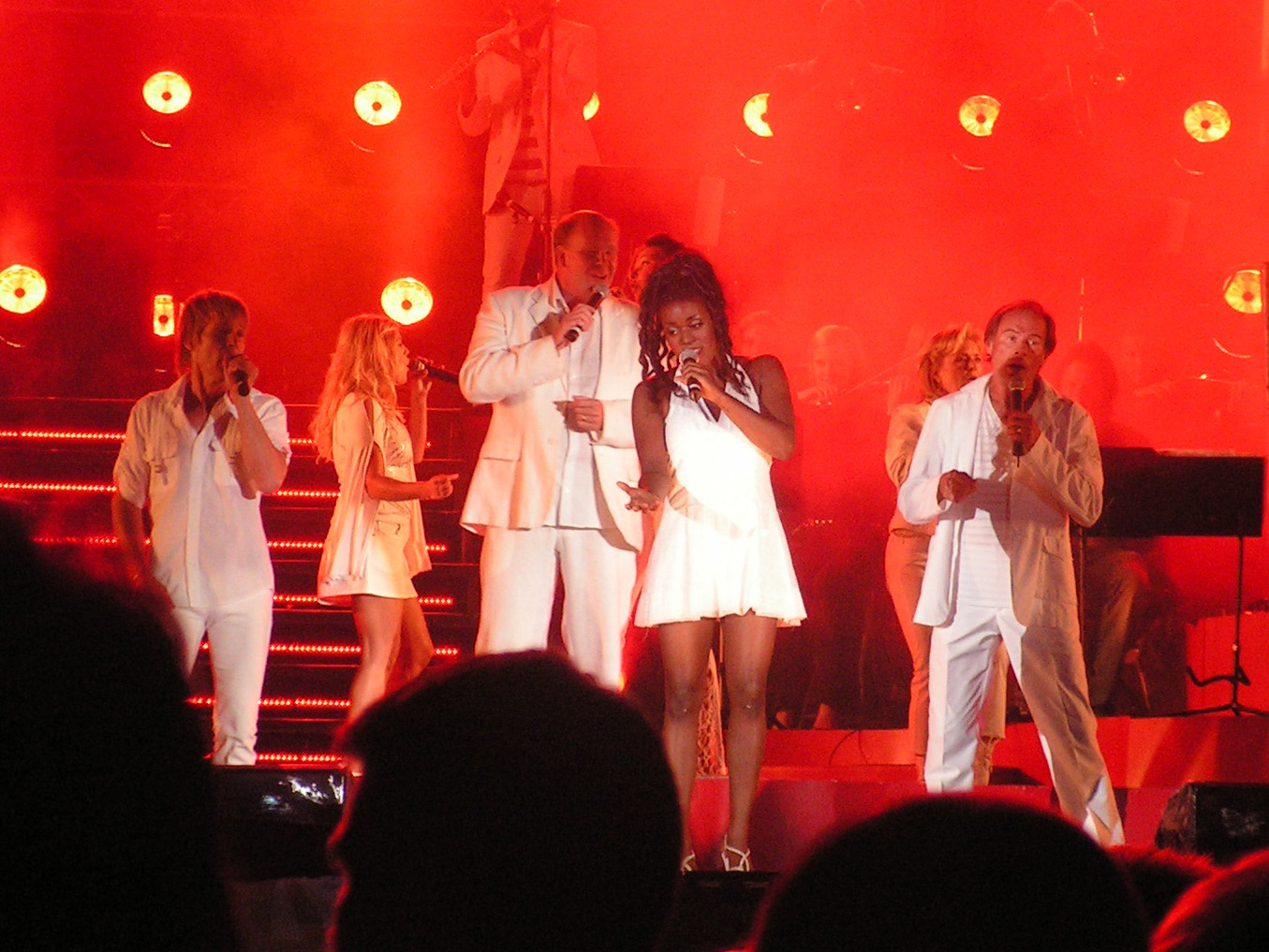
Diggiloo

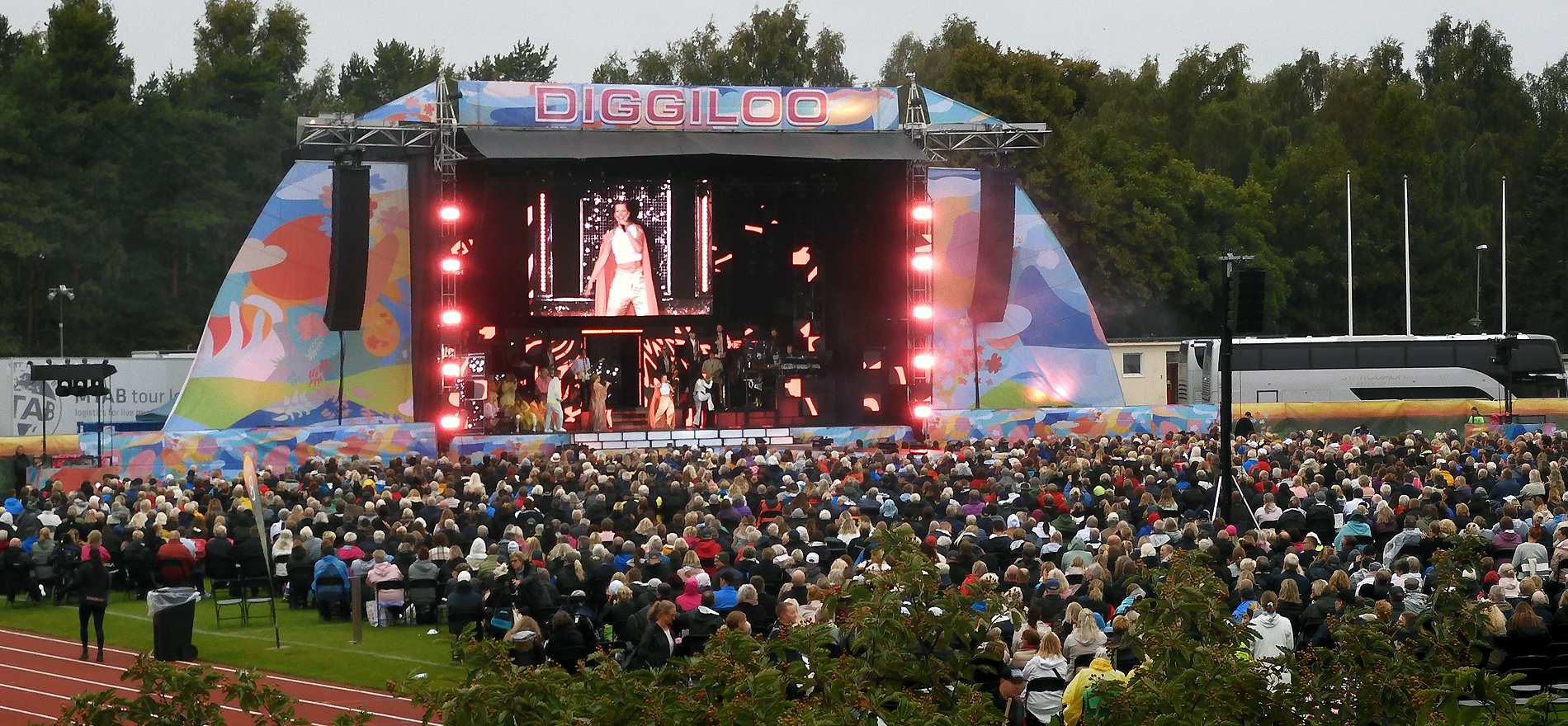
Diggiloo Ystad 28. August 2021.

Diggiloo ist eine in Schweden jährlich stattfindende Sommer-Freiluft-Musiktournee. In ihr treten eine Reihe von schwedischen Pop- und Schlagersängern mit der großen Liveband auf. Es werden eigene Titel sowie Coversongs gespielt.

## Geschichte
Die Konzertreihe wurde 2003 von Musiker und Moderator Lasse Holm erfunden. Er war damals noch Moderator des Fernsehquiz Diggiloo beim SVT. Der Begriff Diggiloo entstammt dabei dem Siegertitel Diggi Loo / Diggi Ley der Herrey’s vom Eurovision Song Contest 1984. Nach dem Erfolg der ersten drei Shows in Båstad wurde 2004 bereits 17 Shows in ganz Schweden gespielt, und die späteren Jahre auf über 20 erhöht.
2012 gab Lasse Holm altersbedingt seinen Rücktritt bekannt. In jenem Jahr wurde die Show erstmals im Fernsehen gezeigt.

## Künstler (Auswahl)
Zu den in den Shows aufgetretenen Künstlern zählen beispielsweise Lasse Holm, Lotta Engberg, Kikki Danielsson, Magnus Bäcklund, Amy Diamond, Elisabeth Andreassen, Jessica Andersson, Thomas Petersson und viele mehr.